# Portugalia na Zimowych Igrzyskach Olimpijskich 1988
Portugalię na Zimowych Igrzyskach Olimpijskich 1988 reprezentowało 5 zawodników.

## Wyniki

### Bobsleje
Dwójka mężczyzn
- António Reis] i João Poupada — 4:05.15 (→ 34. miejsce)
- João Pires i Jorge Magalhães → nie wystartowali

Czwórka mężczyzn
- António Reis, João Pires, João Poupada i Rogério Bernardes — 3:55.50 (→ 25. miejsce)